# Gettin' Together!
Albums de Art Pepper
Art Pepper+Eleven : Modern Jazz Classics
(1959) Smack Up
(1960)
Gettin' Together! est un album du saxophoniste de jazz américain Art Pepper.

## La session
Cet album est une sorte de suite à Art Pepper Meets The Rhythm Section, puisqu'il associe à nouveau Art Pepper à la section rythmique de Miles Davis, mais celle de février 1960 cette fois. Paul Chambers est toujours là, Wynton Kelly remplace Red Garland et Jimmy Cobb remplace Philly Joe Jones. Le trompettiste Conte Candoli complète le groupe sur quatre titres.
L'album permet d'entendre à nouveau la composition qu'Art Pepper a écrite pour sa femme de l'époque (Diane) et qu'on retrouvait déjà sur The Art Pepper Quartet.

## Titres
| No | Titre                                | Musique                               | Durée |
| -- | ------------------------------------ | ------------------------------------- | ----- |
| 1. | Whims of Chambers                    | Paul Chambers                         | 6:56  |
| 2. | Bijou the Poodle                     | Art Pepper                            | 5:48  |
| 3. | Why Are We Afraid?                   | Dory Langdon, André Previn            | 3:36  |
| 4. | Softly, as in a Morning Sunrise      | Sigmund Romberg, Oscar Hammerstein II | 6:55  |
| 5. | Rhythm-a-Ning                        | Thelonious Monk                       | 7:15  |
| 6. | Diane                                | Art Pepper                            | 5:03  |
| 7. | Gettin' Together (prise originale)   | Art Pepper                            | 7:50  |
| 8. | Gettin' Together (prise alternative) | Art Pepper                            | 8:48  |
| 9. | The Way You Look Tonight             | Jerome Kern/Dorothy Fields            | 6:37  |

## Personnel
- Art Pepper : saxophone alto et saxophone ténor
- Conte Candoli : trompette
- Wynton Kelly : piano
- Paul Chambers : contrebasse
- Jimmy Cobb : batterie

## CD références
- 1989 Contemporary Records - OJCCD-169-2 (S-7573)
- 2008 Contemporary Records - UCCO-9297

## Référence
- Liner notes de l'album, Martin Williams, 7 juin 1960

1. ↑  (en) « Gettin' Together! » (liste des versions de l'œuvre musicale), sur Discogs.
2. 1 2 3  (en) Scott Yanow, « Critique de Gettin' Together! », sur allmusic.com (consulté le 16 novembre 2017).